# سی‌آرآرسی نانجینگ پوژن
شرکت سی‌آرآرسی نانجینگ پوژِن یک سازنده خودروهای ریلی چینی است که در شهر پوژن، نانجینگ واقع شده‌است. این یک شرکت تابعه سی‌آرآرسی است. نانجینگ پوژن در مشارکت با آلستوم خودروهای ریلی برای خط سوم متروی شانگهای و مترو نانجینگ عرضه می‌کند.
این شرکت برای متروی بمبئی خودروهای ریلی تولید کرده‌است.